# Eldridge R. Johnson
Eldridge Reeves Johnson (Wilmington, 6 de fevereiro de 1867 - Moorestown, 14 de novembro de 1945) foi um engenheiro, inventor e empresário estadunidense que fundou a Victor Talking Machine Company, em 1901, que, eventualmente, se tornaria a maior gravadora dos Estados Unidos até a sua fusão com a Radio Corporation of America em 1929, devido à Grande Depressão, formando, então, a RCA Victor.